# Музей Парижского монетного двора
Музей Парижского монетного двора (фр. Musée de la Monnaie de Paris) — нумизматический музей, расположенный в VI округе Парижа. Музейная коллекция состоит из монет и медалей всех эпох французской истории — с античности до наших дней.

## История
В 1827 году король Франции Карл X издал указ о учреждении Музея денег. Через шесть лет, 8 ноября 1833 года, король Луи Филипп официально открыл музей при мастерских, занимающихся чеканкой и гравировкой монет и жетонов.
В 1984 году при музее был создан специальный отдел, занимающийся обслуживанием профессиональных нумизматов.
В 1988 году музей денег получил своё нынешнее название Музей Парижского монетного двора.
В 1991 году этот музей был разделён на три департамента:
- департамент античности
- департамент средневековья
- департамент новой и новейшей истории

С 2011 года по 2017 год музей был закрыт для проведения реставрационно-восстановительных работ.

## Коллекция

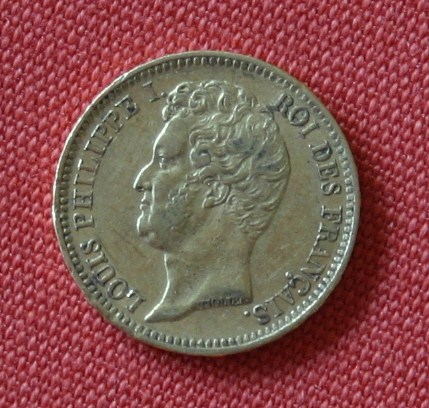
20 франков 1831 года

Коллекция музея насчитывает более 30 000 монет различных эпох и народов, а также 75 000 медалей, жетонов и знаков отличия. В дополнение к нумизматическому собранию, в музее выставлены картины, гравюры, скульптуры и оборудование для чеканки монет. Архив музея содержит 13 020 книг, 98 400 научных статей, 1454 рукописи и 18 227 других документов, относящихся к истории французских финансов.
Для посетителей работает магазин сувениров и открыты две мастерские, в которых любой желающий может увидеть процесс производства медалей или монет.